# Lista destylarni w Szkocji

Lowland
Highland
Speyside
Szkocja zachodnia i wyspy
Campbeltown
Islay

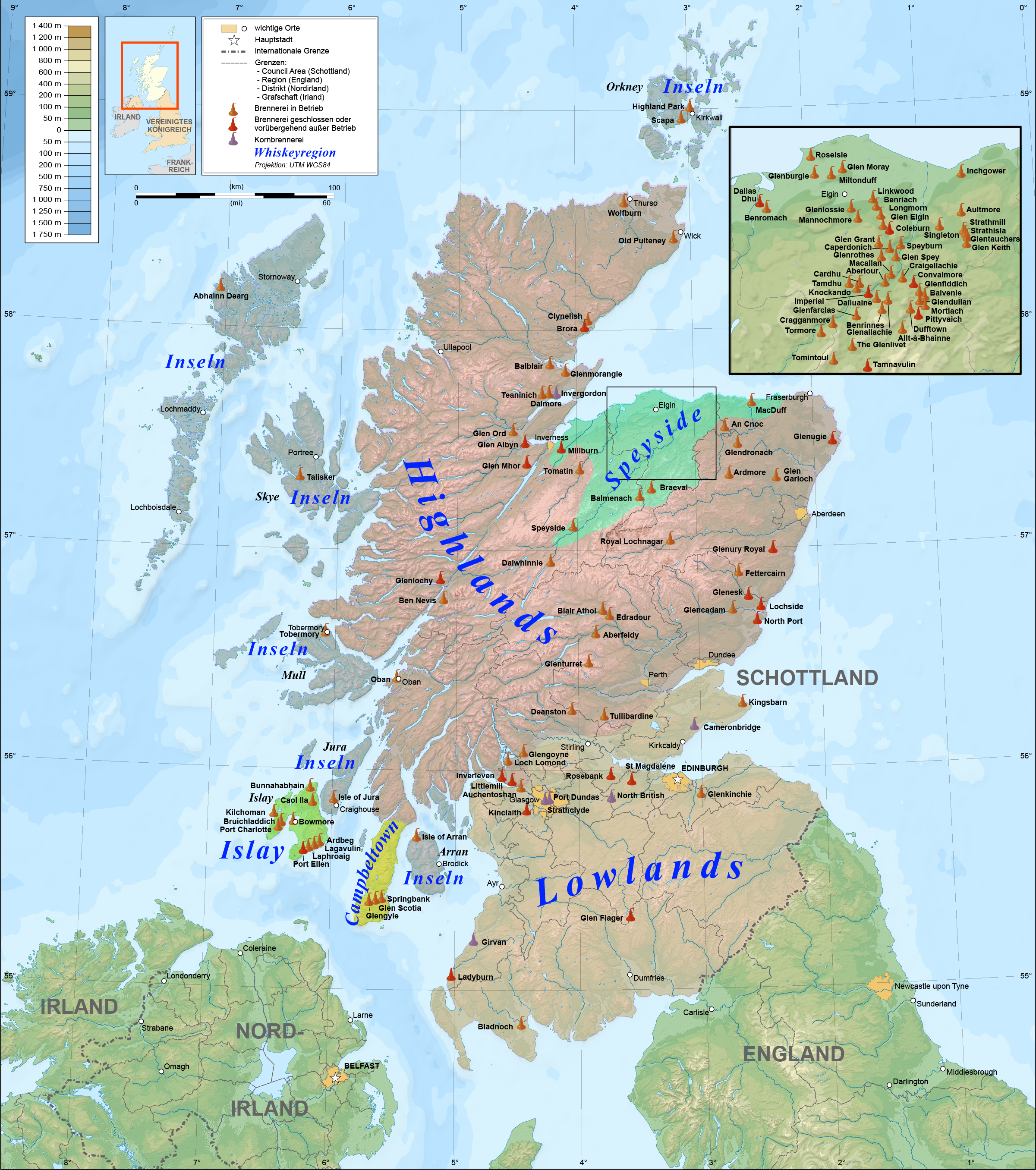
Mapa destylarni whisky w Szkocji

     Lowland
     Highland
     Speyside
     Szkocja zachodnia i wyspy
     Campbeltown
     Islay

## Czynne destylarnie

### Campbeltown
- Glengyle(inne języki), otwarta 25 marca 2004 (wypuszczenie pierwszych whisky na rynek to rok 2014)
- Glen Scotia, Mull of Kintyre
- Springbank, Mull of Kintyre

### Highland
- Aberfeldy, Aberfeldy, Perth and Kinross (Midlands)
- Auchroisk, Mulben
- Balblair, Edderton/Północne Highlands
- Ben Nevis,  Fort William/Zachodnie Highlands
- Blair Athol, Pitlochry, Perthshire
- Clynelish, Brora/Północne Highlands, zbudowana naprzeciwko nieistniejącej już destylarni Brora
- Dalmore, Alness/Północne Highlands
- Dalwhinnie, Dalwhinnie
- Deanston, Doune
- Edradour, Pitlochry, najmniejsza szkocka destylarnia
- Fettercairn, Laurencekirk
- Glencadam, Brechin
- Glen Garioch, Oldmeldrum, najbardziej wysunięta na wschód szkocka destylarnia
- Glenglassaugh, reaktywowana w listopadzie 2008
- Glengoyne Dumgoyne,
- Glenmorangie, Tain/Północne Highlands
- Glen Ord, Muir of Ord/Północne Highlands, wcześniej Ord and Glenordie
- Glenturret północne Crieff, wybrzeże Turret
- Loch Lomond, Alexandria
- Lochnagar Ballater, również Royal Lochnagar
- Oban, Oban/Zachodnie Highlands
- Pulteney Wick/Północne Highlands, najbardziej wysunięta na północ, na głównej wyspie szkocka destylarnia
- Teaninich, Alness
- Tullibardine, Blackford, po 8 latach zaweszenia produkcji, ruszyła ponownie w 2003

#### Wyspy (z wykluczeniem Islay)
- Abhainn Dearg, Isle of Lewis
- Arran, Lochranza/wyspa Arran
- Isle of Jura, Jura/wyspa Jura
- Highland Park, Kirkwall, Orkady
- Scapa, Kirkwall, Orkady
- Talisker, Carbost/wyspa Skye.
- Tobermory, wyspa Mull, „dymna” wersja Tobermory znana jako Ledaig

### Islay
- Ardbeg, Port Ellen
- Bowmore, założona w 1779, najstarsza szkocka destylarnia
- Bruichladdich, (wymowa (w narzeczu mieszkańców wyspy)): Bruch-lat-tich (również: Bruch-lade-di(ch))
- Bunnahabhain, Port Askaig, wymowa Buh-na-haa-venn
- Caol Ila, Port Askaig
- Kilchoman otwarta 3 czerwca 2005, najbardziej wysunięta na zachód destylarnia w Szkocji. Pierwsza whisky na rynku - wrzesień 2009.
- Lagavulin, Port Ellen
- Laphroaig, Port Ellen (wymowa (w narzeczu mieszkańców wyspy)): La-frúe, również: La-fraig
- Port Charlotte odbudowana, pierwsza whisky na rynku w 2007 r.

### Lowland
- Auchentoshan Dalmuir, jedyna destylarnia z Lowland, która używa do produkcji whisky wody z Highland (dokładnie jezioro Cochna (Cochna Loch))
- Bladnoch nieopodal Wigtown, najbardziej wysunięta na południe szkocka destylarnia, powrót do biznesu w 2000
- Glenkinchie, Pencaitland

### Speyside
- Aberlour, Charlestown-of-Aberlour
- Allt-á-Bhainne, Glenrinnes, od 2002 do 28 maja 2005 nieczynna
- Ardmore, Kennethmont,
- Aultmore, Banffshire
- Balmenach, Cromdale, w południowej części regionu
- Balvenie, Dufftown, założona przez Williama Granta, właściciela Glenfiddich
- BenRiach, Morayshire, powrót do biznesu w 2004
- Benrinnes, Banffshire
- Benromach
- Brackla, Nairn, również „Royal Brackla”
- Cardhu, Knockando, najważniejszy oddział Johnnie Walker Blends
- Cragganmore, Ballindalloch
- Craigellachie
- Dailuaine, Aberlour, ważny oddział Johnnie Walker Blends
- Drumguish, Kingussie
- Dufftown, Banffshire
- Duncan Taylor
- Glenallachie, Banffshire
- Glenburgie, Morayshire
- Glendronach, Aberdeenshire, po 7 latach zawieszenia produkcji, wznowiła działalność 14 maja 2002
- Glendullan, Banffshire
- Glen Elgin, Morayshire
- Glen Grant, Rothes
- Glenfarclas, Ballindollach, u wzgórza Ben Rinnes
- Glenfiddich, Dufftown
- Glen Keith, Keith
- The Glenlivet, Ballindalloch, na wrzosowiskach Minmore
- Glenlossie, Elgin
- Glen Moray, Elgin
- Glenrothes, Rothes
- Glen Spey
- Glentauchers Keith
- Inchgower, Buckie
- Kininvie Dufftown/Speyside, otwarta w 1990, od niedawna dostępna na rynku
- Knockando, Knockando
- Knockdhu, Huntly, 12-letni malt jest znany jako An Cnoc
- Linkwood, na południu Elgin
- Longmorn, pomiędzy Rothes i Elgin
- The Macallan, Craigellachie, uważana za najlepszą whisky z Speysides
- Macduff, Banff
- Mannochmore, Elgin, sprzedawane również jako „Loch Dhu”
- Miltonduff, Elign
- Mortlach, Keith
- Speyburn
- The Speyside
- Strathisla, Keith, najstarsza czynna destylarnia w Speyside otwarta w 1786
- Strathmill
- Tamdhu, Aberlour
- Tomatin, Tomatin
- Tomintoul, Ballindalloch
- Tormore, Grantown N Spey

## Nieczynne destylarnie
- Banff, Speyside, wyburzona w 1983
- Ben Wyvis, Highlands, zamknięta w 1977
- Braeval, Glenlivet/Speyside, zamknięta w 2002, wcześniej „Braes of Glenlivet”
- Clynelish|Brora, Brora/Północne Highlands, zastąpiła ją destylarnia Clynelish
- Caperdonich, Rothes/Speyside, zamknięta w 2002
- Coleburn, Speyside, uchylona licencja w 1992
- Convalmore, Dufftown/Speyside, zamknięta w 1985
- Dallas Dhu, Forres/Speyside, zamknięta w 1983, możliwość zwiedzania
- Glen Albyn, Inverness/Highlands, wyburzona w 1988
- Glencadam, Highlands, zamknięta w 2000
- Glencraig, Morayshire/Speyside, w latach 1958 - 1981 produkowała Glenburgie z Lomondstills.
- Glenesk, Highlands, zamknięta w 1985, uchylona licencja w 1992
- Glenflagler, Airdrie/Lowlands, zamknięta w 1985
- Glenlochy, Zachodnie Highlands, zamknięta w 1983
- Glen Mhor, Inverness/Highlands, zamknięta w 1983, wyburzona w 1986
- Glenugie, Peterhead/Highlands, zamknięta w 1983
- Glenury, Highlands, zamknięta w 1985, uchylona licencja w 1992
- Hazelburn, Campbeltown, zamknięta w 1925
- Inverleven, Lowlands, zamknięta w 1991
- Imperial, Carron bei Aberlour/Speyside, zamknięta w 1998
- Killyloch, Lowlands, zamknięta w 1985
- Kinclaith, Lowlands, wyburzona w 1976
- Ladyburn, Lowlands, zburzona w 1976
- Littlemill, Lowlands, zamknięta w 1992, zdemontowana w 1996, wyburzona w 2004
- Lochindaal, zamknięta w 1929
- Lochside, Montrose/Highlands, zamknięta w 1992, wyburzona w 2002
- Millburn, Inverness/Speyside, zamknięta w 1985, wyburzona w 1988
- North Port, Brechin/Highlands, zamknięta w 1983, wyburzona w 2000
- Parkmore, Dufftown/Speyside, zamknięta w 1931
- Pittyvaich, Speyside, zamknięta w 1993
- Port Ellen Isle of Islay, zamknięta w 1983,
- Rosebank, Falkirk/Lowlands, zamknięta w 1993
- St. Magdalene, Linlithgow/Lowlands, zamknięta w 1983
- Tamnavulin, Speyside, zamknięta w 1996

## Nowo wybudowane lub planowane destylarnie (whisky jeszcze niedostępne)
- Blackwood Szetlandy, budowę rozpoczęto w sierpniu 2004, najbardziej wysunięta na północ destylarnia w Szkocji